# The Boy Is Mine (canción de Ariana Grande)
«The Boy Is Mine» (en español, «el chico es mío») es una canción interpretada por la cantautora estadounidense Ariana Grande e incluida de su séptimo álbum de estudio Eternal Sunshine (2024). Impactó en la radio de éxito contemporánea estadounidense el 11 de junio de 2024, como el tercer sencillo del álbum. La canción fue escrita por Grande, Max Martin, Shintaro Yasuda y Davidior, quienes la produjeron junto con Ilya. Inspirada en un demo filtrado que Grande hizo para un sketch de comedia, la canción es una pista de R&B que reinventa el dúo de 1998 del mismo nombre de las cantantes estadounidenses Brandy y Monica.
«The Boy is Mine» recibió críticas positivas de los críticos musicales por su sonido R&B de los 90 y alcanzó su punto máximo dentro del top 20 del Billboard Hot 100 de EE. UU. El 7 de junio de 2024 se lanzó un video musical dirigido por Christian Breslauer protagonizado por Grande como Catwoman y el actor estadounidense Penn Badgley como su interés amoroso, con cameos adicionales de Brandy y Monica. Un remix de la canción con Brandy y Monica se lanzará el 21 de junio de 2024.

## Antecedentes
Una canción inédita de Grande titulada «Fantasize» por los fanáticos se filtró íntegramente a Spotify en 2023. Grabada en 2021, Grande dijo que la canción era un demo que no estaba destinada a ser lanzada como sencillo por ella y que la escribió para un sketch de comedia sobre un grupo de chicas que finalmente no se lanzó. Al enterarse de la filtración, comentó en un video de TikTok que estaba desanimada y pidió a la gente que dejara de difundir las filtraciones.
«Fantasize» recibió una recepción positiva de los fanáticos, lo que inspiró a Grande a incluir elementos de la canción en su séptimo álbum de estudio, Eternal Sunshine (2024). Durante una entrevista sobre el álbum, Grande se refirió a «The Boy Is Mine» como su versión de «Fantasize» y afirmó sobre sus canciones filtradas «aunque las has escuchado, porque las robaste, ahora son muy diferentes».

## Música y letras
«The Boy Is Mine» tiene una duración de dos minutos y cincuenta y tres segundos. Tal como lo pretendía Grande al crear la lista de canciones del álbum principal, la canción sigue y reproduce la misma idea de la séptima pista del álbum, «True Story», desempeñando el papel que los medios esperan que ella desempeñe. La canción se describe como una canción de R&B con instrumentación con mucho bajo que hace eco de la música R&B de finales de los 90 y principios de los 2000.
Grande describió «The Boy Is Mine» como una reinvención del sencillo de 1998 con título similar de Brandy y Monica, que trataba sobre dos mujeres que peleaban por el afecto de un hombre. Se inspiró en el aprecio de sus fanáticos por «Fantasize» debido a lo que ella llamó su energía de «perra mala», y le dijo a Zane Lowe durante una entrevista con Apple Music 1: «hay un gran grupo de mis fanáticos que realmente aman un himno de chica mala, y esta es una versión elevada de eso». En la letra, Grande expresa su afecto por un hombre con el que cree que está destinada a tener un romance.

## Video musical
Grande anunció el 27 de mayo que el vídeo musical de «The Boy Is Mine» se lanzaría el 7 de junio. Christian Breslauer, quien trabajó en los visuales de «Yes, And?» y «We Can't Be Friends (Wait for Your Love)» de Eternal Sunshine, comentó el teaser de Grande y compartió el adelanto en su propia cuenta de Instagram. «Tomen sus palomitas de maíz, tomen asiento», escribió Breslauer en el post de Grande; «ACTO III… pronto», dijo el director del video musical en su página personal de Instagram.
El video musical presenta a Grande como Catwoman y Penn Badgley como el alcalde de la ciudad que ha liberado gatos salvajes en las calles para erradicar una plaga de ratas. Las cantantes de R&B Brandy y Monica hacen un cameo como presentadoras de noticias que informan sobre la crisis de las ratas. El video presenta a la coprotagonista de Victorious de Grande, Elizabeth Gillies, proporcionando los efectos de sonido para las ratas.

## Presentaciones en vivo
La primera vez que Grande interpretó «The Boy Is Mine» fue en la Met Gala de 2024. La actuación completa de Grande en la Met Gala 2024 no se publicó oficialmente en línea. El 6 de junio, Grande interpretó la canción por primera vez en televisión en vivo en The Tonight Show Starring Jimmy Fallon y estuvo acompañada por la banda del programa, The Roots. Esta fue la primera entrevista nocturna de Grande desde 2021 y su undécima aparición en The Tonight Show.

## Recepción crítica
La canción recibió críticas positivas de los críticos musicales tras el lanzamiento del álbum principal. En una clasificación de pistas del álbum principal, Kyle Denis de Billboard clasificó la canción en el número cuatro en una clasificación de pistas del álbum. Denis recibió la canción de manera positiva, destacando su naturaleza irónica y el sonido del R&B de los 90 similar a «Fantasize». Rolling Stone calificó la canción como «un momento de R&B-pop de finales de los noventa, principios de los dos mil», y también comentó sobre el hecho de que la canción podría generar controversia entre los rumores que involucran a Grande y Ethan Slater. Jem Aswad de Variety calificó la canción como «comparativamente alegre» y sintió que era un caso atípico entre el resto del álbum. Laura Snappes de The Guardian se refirió a la canción como «trap-Aaliyah hauteur», y también la calificó de «posesiva». Poppie Platt de The Daily Telegraph afirmó que la canción se destaca por sí sola de la canción del mismo nombre, describiéndola como una «oda sedosa al amor y la lujuria». Lindsay Zoladz de The New York Times la describió como «una canción vigorosa sobre un enamoramiento prohibido» y comparó su percusión «tartamudeante» con la de las bandas de chicos con las que Max Martin ha trabajado antes.

## Desempeño comercial
Antes de su lanzamiento como sencillo, «The Boy Is Mine» debutó en el puesto 16 del Billboard Hot 100 como la canción del álbum con las listas más altas. A nivel mundial, «The Boy Is Mine» se ubicó en la lista Billboard Global 200, en el número once, en la edición del 23 de marzo de 2024.